# Christoph Campestrini
Christoph Campestrini (geboren 1968 in Linz)  ist ein österreichischer Dirigent.

## Leben und Wirken
Christoph Campestrini führte eine internationale Konzert- und Opernkarriere mit weitgespanntem Repertoire zu Orchestern wie dem London Symphony Orchestra, Tschaikovsky RSO Moskau, Deutsches Symphonie-Orchester Berlin, RSO Frankfurt, Mozarteumorchester Salzburg, RSO Wien, Orchestre National du Capitole de Toulouse, Real Orquesta Sinfonica de Sevilla, RSO Prag, RSO Budapest, National Symphony Orchestra of Mexico, Cairo Symphony, Seoul Philharmonic, National Symphony Orchestra of Taiwan und vielen anderen.
Regelmäßig arbeitet er seit mehreren Jahren in den USA und Kanada, wo er u. a. das Philadelphia Orchestra, Houston Symphony, Detroit Symphony, Indianapolis Symphony, Florida Orchestra, Vancouver Symphony, National Arts Centre Orchestra Ottawa und das Orchestre Symphonique de Quebec dirigierte.
Christoph Campestrini wurde 2016 zum Kapellmeister der Wiener Hofmusikkapelle bestellt, zur Aufführung von sakraler Musik mit den Wiener Philharmonikern, den Wiener Sängerknaben und dem Herrenchor der Wiener Staatsoper. Er ist Musikalischer Leiter der Oper Klosterneuburg vor den Toren Wiens und Prinicipal Guest Conductor des International Late Summer Music Festival Dubrovnik.
Als Operndirigent war Christoph Campestrini als 1. Kapellmeister am renommierten Aalto Musiktheater Essen in über 100 Aufführungen zu erleben. Weiters dirigierte er u. a. am Teatro Regio Turin, Teatro Lirico Cagliari, Deutsche Oper am Rhein, Minnesota Opera, Opera de Montreal, Edmonton Opera und an der Sakai City Opera Osaka in Japan. Zu den internationalen Solisten, mit denen er zusammenarbeitete, zählen Lang Lang, Maxim Vengerov, Gidon Kremer, Julian Rachlin, Sharon Kam und Julia Fischer.
Campestrini studierte Dirigieren, Komposition, Philosophie und Sprachen in New York an der Juilliard School und der Yale University und ist neben seiner Tätigkeit als Dirigent auch als Pianist und Komponist von Liederzyklen, symphonischen Werken und Kammermusik aktiv.

## Aufnahmen (Auswahl)
- Hans Rott: Symphony in E-Dur mit der Philharmonia Hungarica
- Mendelssohn, Mozart:  Doppelkonzerte mit den Brünner Philharmonikern
- Hadyn, Rosetti, Hoffmeister: Jagdsymphonien mit dem Kammerorchester der Wiener Volksoper
- Casella: Orgelkonzert mit dem Brandenburgischen Staatsorchester Frankfurt